# عبدول فاتاو إيسهاكو
عبدول فاتاو إيسهاكو (مواليد 8 مارس 2004) هو لاعب كرة قدم غاني يلعب في نادي دريمز.

## روابط خارجية
- عبدول فاتاو إيسهاكو على موقع قاعدة بيانات كرة القدم.إي يو (الإنجليزية)
- عبدول فاتاو إيسهاكو على موقع ناشيونال فوتبول تيمز (الإنجليزية)
- عبدول فاتاو إيسهاكو على موقع Soccerbase.com (لاعب) (الإنجليزية)
- عبدول فاتاو إيسهاكو على موقع Soccerway.com (الإنجليزية)
- عبدول فاتاو إيسهاكو على موقع عالم كرة القدم.نت (الإنجليزية)
- عبدول فاتاو إيسهاكو على موقع GSA (الإنجليزية)